# Харків'янка (снігохід)
Виріб 404С «Харків'янка» — радянський всюдихід спеціального призначення підвищеної прохідності на гусеничній тязі, спеціально розроблений у 1958 році на заводі імені В. О. Малишева у Харкові спільно з Харківським авіаційним заводом для експлуатації в Антарктиді.

## Характеристика
В основу всюдихода ліг військовий тягач «АТ-Т», який своєю чергою спроєктований на базі танка «Т-54». Загальна вага складає 30 т. Обладнаний 12-циліндровим дизельним двигуном та 5-ступінчастою коробкою передач. Потужність становить 520 к.с., при застосуванні системи турбонадуву — 995 к.с. Резерв пального складається з 8 паливних баків загальним об'ємом 2 500 л. Запас ходу — 1500 км. Швидкість руху становить 30 км/год, при максимальному навантаженні — 5 км/год. Максимальне тягове навантаження — 70 т. Екіпаж всюдихода складається з 8 осіб, які забезпеченні певними побутовими вигодами.

## Модифікації
В першій моделі всюдиходів була закладена можливість доступу до двигуна прямо з житлового модуля. Це було передбачено для можливості ремонту силової установки з середини кабіни.
Під час експлуатації було виявлено суттєвий недолік: через недосконалість ізоляції вихлопні гази потрапляли в житловий модуль.
У варіанті Харків'янка 2 кабіну було відділено від житлового модуля, це усунуло вихлопні гази та значно підвищило теплоізоляцію: температура всередині житлового модуля знижувалася всього на 1—1,5 градуса на добу, при вимкненій системі обігріву.

## Експлуатація
Всюдихід призначений для транспортування особового дослідницького складу та корисного вантажу (на причіпній волокуші) за надзвичайно низьких температур під час дослідження Антарктиди. У 1959 році група з трьох снігоходів досягла Південного полюса, подолавши відстань у 2 700 км від радянської станції «Мирний» до американської «Амундсен-Скотт». У 1960-х роках була розроблена модифікація снігохода «Харків'янка-2», яка з 1975 року почала роботу в Антарктиді. У кінці 1980-х років розроблений проєкт «Харків'янка-3». Після розпаду СРСР снігоходи «Харків'янка» експлуатувалися Росією до 2008 року.

## У кіномистецтві
Снігохід «Харків'янка» став одним із героїв радянського пригодницького драматичного кінофільму «72 градуси нижче нуля». За сюжетом фільму, група полярників зі станції «Мирний» подолала відстань до континентальної станції «Восток» задля збереження її функціонування. В умовах суворої антарктичної осені полярники доставили стратегічно важливий для станції вантаж. Особлива роль у цьому належить всюдиходу «Харків'янка».